# Peña Roya (Belchite)
Peña Roya es un despoblado medieval del término municipal de Belchite (provincia de Zaragoza). 

## Geografía
La partida de Peña Roja está situada en la ribera del curso bajo del río Aguasvivas, al este del núcleo principal de Belchite y cerca de Vinaceite.

## Historia
Las prospecciones arqueológicas muestran que en la actual partida de Peña Roya  hubo un pequeño asentamiento humano que se despobló en el siglo XII.